# Пурех
Пуре́х — село в городском округе город Чкаловск Нижегородской области России. Административный центр Пуреховского сельсовета. В XIX веке — центр производства поддужных и других типов колокольчиков.

## Название
Пурех был основан в XIII веке как сторожевой пункт,
возможно Пуреш. В XVII веке Пурех, или Макарий–Пурех
(Макарьева Полуслободка).
В прошлом земли, где располагается Пурех, населяли племена мерян и своё название это село получило от названия мерянского хмельного напитка пуре — аналога русской медовухи. По мнению же А. К. Матвеева, это название происходит от мерянского корня со значениями «добрый, доброкачественный, хороший» (ср. луговомар. поро и горномар. пуры с теми же значениями).

## География
Расположен в западной части Нижегородской области, в зоне хвойно-широколиственных лесов, на старинном тракте Городец — Ярославль, на расстоянии приблизительно 18 километров (по прямой) к юго-западу от города Чкаловска, административного центра района, в 83 км к северу от Нижнего Новгорода, областного центра.
Осевая улица, определяющая
линейную планировочную структуру села — Ленина, сохранившая
направление, красные линии; Северная и
Южная улицы идут параллельно ей, соединяясь переулками.

### Гидрография
Через село протекают реки Колесенка (Мыска) и Каменка. К востоку от села протекает река Юг.

### Климат
Климат характеризуется как умеренно континентальный, с коротким нежарким летом и холодной продолжительной зимой. Среднегодовая температура воздуха — 3,6 °C. Средняя температура воздуха самого холодного месяца (января) — −11,8 °C (абсолютный минимум — −40 °C); самого тёплого месяца (июля) — 18,4 °C (абсолютный максимум — 37 °С). Безморозный период длится в среднем 111 дней. Среднегодовое количество атмосферных осадков составляет 586 мм, из которых 410 мм выпадает в период с апреля по октябрь. Продолжительность залегания снежного покрова составляет в среднем 154 дня.

## История
В прошлом в этих местах проходил старинный тракт, связывающий Городец и Ярославль, а позднее и по нему стали ездить из Нижнего Новгорода.
В начале XVII века за заслуги в деле освобождения Москвы от польско-литовских интервентов князю Дмитрию Пожарскому были пожалованы земли в этих местах. При жизни Пожарского на принадлежащих ему землях начали строить храмы и Преображенский Макарьевский монастырь. При монастыре была возведена Спасо-Преображенская церковь, памятник архитектуры XVII века, постройку которой завершил сын Дмитрия Пожарского — Иван. Сам же монастырь был упразднён в конце XVII века. Возле монастыря появилось поселение, называвшееся Макарьевская полуслободка, затем Макарий-Пурех и впоследствии просто Пурех.
Впоследствии землями, на которых находилось поселение, владели наследники рода Пожарских: Долгоруковы, Голицыны, Репнины, после чего Пурех перешёл под управление Приказа Большого Дворца. В 1762 году Екатериной Великой оно было пожаловано Ивану Елагину за участие в дворцовом перевороте. После его отставки село было пожаловано одному из фаворитов императрицы — Александр Дмитриев-Мамонов.
После смерти последнего из рода Дмитриевых-Мамоновых село перешло в собственность Ивана Сергеевича Фонвизина, который приходился правнучатым племянником известному писателю и драматургу Денису Фонвизину.
В 2017 году в состав села включена деревня Остапово.

## Население
| 2002 | 2010  |
| ---- | ----- |
| 1646 | ↘1505 |

## Инфраструктура
Личное подсобное хозяйство с зоной сельскохозяйственного использования, индивидуальная застройка усадебного типа.
Пуреховская средняя общеобразовательная школа. Пуреховская поселковая больница.
Приблизительно с середины XIX века Пурех становится одним из центров производства поддужных и других типов колокольчиков и бубенцов, которые успешно конкурировали с валдайскими изделиями. Бубенцами принято называть медные, бронзовые или железные самозвучащие музыкальные инструменты-погремушки в виде сферы различных размеров с разрезами или отверстиями и металлическими шариками внутри, которые производят громкий мелодичный звон при встряхивании. В истории российских промыслов наибольшую известность получили «пуре́хские бубенцы́», которые изготавливались во владениях семьи Трошиных, на заводах Егора Клюйкова и насчитывали до 15 мастерских, где было организовано их массовое производство. Самые известные пурехские бубенцы выполнены мастерами братьями Трошиными и Веденеевыми.
Бубенцы из Пуреха пользовались исключительной популярностью, особенно среди профессиональных возниц — ямщиков и извозчиков. По воскресеньям в Пурехе проводились большие воскресные базары, причём в числе товаров на таких базарах обязательно были знаменитые бубенчики.

## Достопримечательности, памятные места
Степень сохранности историко-градостроительной среды села высокая, «метроритмическая композиция улицы Ленина — пример морфотипической сохранности
фрагментов архитектурной среды российского села начала ХХ
века, композиционным центром которой являются элементы
ансамбля культовых зданий».
Ранее в селе Пурех было четыре церкви и две часовни, но до настоящего времени из них сохранились только четыре храма, три из которых заброшены, с 1830-х годов не проводятся службы.
Пуреховский краеведческий музей имени Д. М. Пожарского.

## Транспорт
Автобусное сообщение с райцентром. Остановка общественного транспорта «Пурех» в центре села.